# Nemsdorf-Göhrendorf
Nemsdorf-Göhrendorf est une commune allemande de l'arrondissement de Saale, Land de Saxe-Anhalt.

## Géographie
Nemsdorf-Göhrendorf est une commune double.
| Querfurt  | Obhausen            |                |
| Barnstädt | Nemsdorf-Göhrendorf | Bad Lauchstädt |
|           | Steigra             | Mücheln        |

Nemsdorf se trouve sur la ligne de Mersebourg à Querfurt.

## Histoire
Nemsdorf et Göhrendorf fusionnent en 1965.

## Source, notes et références
- (de) Cet article est partiellement ou en totalité issu de l’article de Wikipédia en allemand intitulé « Selke-Aue » (voir la liste des auteurs).